# Ortronics
A Ortronics é um grupo industrial estadunidense, que atua no setor de materiais elétricos, sendo a líder mundial em cabeamento VDI. Fundada na cidade de New London por Maurice "Mo" Orlando em 1966, o grupo foi adquirido pelo Grupo Legrand em 1998.